# Alfred Leroux
Pour les articles homonymes, voir Leroux.
Auguste Alfred Leroux, né à Elbeuf le 23 février 1855 et mort à Bergerac le 2 décembre 1921, est un archiviste et historien protestant français.

## Biographie
Issu d’une famille de la bourgeoisie commerçante catholique normande, Leroux intègre l’École des chartes en 1875, où il fait notamment la connaissance de Gabriel Hanotaux, Émile Molinier et surtout Antoine Thomas, avec qui il restera lié d’amitié toute sa vie. C'est au cours de ses années d'études qu'il se convertit au protestantisme.
À sa sortie, et après un bref passage à la Bibliothèque nationale, il est nommé archiviste de la Haute-Vienne (1878). Bien qu’y découvrant un milieu très fermé autour de valeurs « résolument réactionnaire[s] », en d’autres termes catholiques et conservatrices, voire royalistes (Louis Guibert), ce républicain y fera toute sa carrière. 
Membre de la Société Archéologique et Historique du Limousin (SAHL) « alors haut lieu de l’histoire régionale » (Louis Pérouas), il contribue à son activité par de nombreuses communications et quelques travaux d’envergure, mais y sera toujours mal à l'aise. En effet, il supporte mal, outre la pente idéologique dominante, les « oisifs encombrants » qui prennent des libertés avec cette vérité historique que ses études lui ont appris à respecter, et ne cache guère mieux une « supériorité dont il avait une orgueilleuse conscience ». Il accepte cependant d’en être le secrétaire général à partir de 1904 et jusqu’à sa retraite en 1908. Son rôle au sein de cette Société « reste inoubliable pour ceux qui ont vu Leroux à l’œuvre ».
Ses convictions très tranchées, doublées d’un caractère droit jusqu’à la raideur, lui vaudront de solides inimitiés dont il acceptera les conséquences professionnelles, en particulier celle de rester confiné à Limoges, devenant ainsi presque malgré lui « le géant de l’érudition limousine ». Si la plus grande partie de ses travaux archivistiques sont parus à Limoges, il a aussi fortement contribué aux Annales du Midi d'Antoine Thomas.
Il prend sa retraite dès 1908 et se retire alors à Bordeaux, où il  poursuit ses recherches et ses publications à un rythme soutenu. En 1916, il est élu à l'Académie des sciences, belles-lettres et arts de Bordeaux.
Son œuvre est clairement centrée autour de trois axes : 
1. L’histoire du Limousin, qu’il contribue grandement à préciser à travers de nombreuses études et éditions d’archives, mais surtout par ce qui reste « l’œuvre maîtresse de sa vie »[7], une histoire du Massif central en trois volumes (Le massif central. Histoire d’une région de la France, Librairie Émile Bouillon, Paris 1898).
2. L’étude des relations entre la France et l’Empire allemand au Moyen Âge, commencée à travers son mémoire de fin d’étude de l’École des Chartes, poursuivie en 1882 par des Recherches critiques sur les relations de la France avec l’Allemagne, 1292-1378 (Vieweg, 291 pages) et complétée dix ans plus tard par les Nouvelles recherches critiques sur les relations de la France avec l’Allemagne de 1378 à 1461 (368 pages)[8]. Cependant, la dernière partie de son travail (Dernières recherches) n'a pas été publiée. Les quatre volumes restants ont été donnés à la Bibliothèque interuniversitaire de la Sorbonne en 1920[9].
3. L’étude de l’histoire du protestantisme à Bordeaux, ville qu’il rejoint au moment de sa retraite en 1908, à laquelle il consacre une vaste étude d’ensemble (La colonie germanique de Bordeaux. Étude historique, juridique statistique, économique d’après les sources allemandes et françaises, de 1462 à 1914 (deux volumes, 1916 et 1918), puis Les religionnaires de Bordeaux de 1685 à 1802 (1920, 370 pages), et enfin une Étude critique sur le dix-huitième siècle à Bordeaux (1921, 416 pages). L’Académie des sciences, belles-lettres et arts de Bordeaux le reçoit en 1916.

Retiré dans la maison familiale de Bergerac à la suite du décès de sa femme en 1921, il y meurt lui-même prématurément des suites d’une opération apparemment bénigne le 2 décembre de la même année. Il est enterré au cimetière protestant de Bordeaux dans le caveau familial.
Alfred Leroux avait été nommé en 1882 sous-conservateur au musée national Adrien Dubouché de Limoges. Officier d’Académie en 1885, il était correspondant du Ministère de l’Instruction publique (1889), membre non-résidant du Comité des Travaux Historiques (1904), correspondant de l’Institut (Académie des Inscriptions et Belles-Lettres, 1918) et chevalier de la Légion d'honneur (1919). Il est également l’auteur d’une autobiographie manuscrite, non publiée, intitulée Souvenir d’un provincial, conservée aux Archives départementales de la Haute-Vienne.
L'allée qui mène à ces Archives départementales porte le nom d'Alfred Leroux.

## Publications principales
- Recherches critiques sur les relations de la France avec l’Allemagne, 1292-1378, Vieweg, Paris, 1882.
- Inventaire sommaire des archives départementales antérieures à 1790, Fonds de l’ancien collège de Limoges, Limoges, 1882.
- « Mémoire sur la Généralité de Limoges, par Louis De Bernage, 1698 », publié par Alfred Leroux, Bulletin de la SAHL, t. 32, 1885, p. 149-258.
- Chartes, chroniques et mémoriaux pour servir à l’histoire de la Marche et du Limousin (avec le concours de feu Aug. Bosvieux), Tulle, 1886 (490 pages).
- Histoire de la Réforme dans la Marche et le Limousin, Limoges/Paris, 1888.
- Géographie et histoire du Limousin (Creuse, Haute-Vienne, Corrèze) depuis les origines jusqu'à nos jours, Limoges/Toulouse 1890 (196 pages). La deuxième édition de cet ouvrage porte le titre : Géographie historique du Limousin (1909), et la troisième : Géographie statistique et historique du pays limousin depuis les origines jusqu’à nos jours, Limoges, 1919 (208 pages, 9 cartes).
- La généralité de Limoges, Limoges, 1891.
- Nouvelles recherches critiques sur les relations de la France avec l’Allemagne de 1378 à 1461, Paris, 1892.
- Les sources de l’histoire du Limousin (Creuse, Haute-Vienne, Corrèze), Limoges, 1895.
- Le massif central. Histoire d’une région de la France, Tome premier, Librairie Émile Bouillon, Éditeur, Paris, 1898 (432 pages).
- Le massif central. Histoire d’une région de la France, Tome second, Librairie Émile Bouillon, Éditeur, Paris, 1898 (387 pages).
- Le massif central. Histoire d’une région de la France, Tome troisième, Librairie Émile Bouillon, Éditeur, Paris, 1898 (310 pages).
- Histoire de la Porcelaine de Limoges. Bibliographie, chronologie, statistiques, Limoges, 1904.
- La colonie germanique de Bordeaux. Étude historique, juridique statistique, économique d’après les sources allemandes et françaises, de 1462 à 1914. Bordeaux, 1916 et 1918 (2 volumes réunis).
- Les religionnaires de Bordeaux de 1685 à 1802, Bordeaux, 1920 (370 pages).
- Étude critique sur le dix-huitième siècle à Bordeaux, Bordeaux, 1921 (416 pages).

## Distinctions
- Chevalier de la Légion d'honneur